# Arild Stavrum
Arild Stavrum (* 16. April 1972 in Kristiansund) ist ein ehemaliger norwegischer Fußballspieler und -trainer.

## Vereinskarriere
Stavrum begann seine Profikarriere bei Brann Bergen. Nach drei Spielzeiten als Ergänzungsspieler wechselte er zu Molde FK, bei dem ihm der Durchbruch gelang. Gemeinsam mit Ole Gunnar Solskjær und Ole Bjørn Sundgot bildete er ein Offensiv-Trio, das als „Die 3 S“ betitelt wurde. Stavrum gelangen in den folgenden zwei Spielzeiten 26 Tore für den Klub. Er stieg mit seinem Verein in der ersten Spielzeit in die Tippeligaen auf und wurde Pokalsieger. 1995 wurde er mit Molde Vizemeister in der Tippeligaen.
Nach einem einjährigen Engagement bei Stabæk Fotball wechselte er ins Ausland zum schwedischen Verein Helsingborgs IF. Mit 18 Saisontoren wurde er Torschützenkönig der obersten schwedischen Spielklasse Allsvenskan und Pokalsieger. Ein Jahr später wurde er mit dem Klub schwedischer Meister.
Danach war Stavrum lange Zeit bei Rapid Wien im Gespräch. Kurz vor Vertragsunterzeichnung entschied man sich in Wien allerdings für den amtierenden Torschützenkönig der deutschen zweiten Liga, Angelo Vier. Stavrum unterschrieb darauf beim schottischen Klub FC Aberdeen. In Schottland wurde Stavrum innerhalb kurzer Zeit zum Publikumsliebling. In der Saison 2000/01 erzielte er 17 Tore und wurde zweiter der schottischen Torschützenliste hinter Henrik Larsson. Nach dieser starken Saison wurden mehrere internationale Vereine auf ihn aufmerksam und Aberdeen verkaufte ihn an Beşiktaş Istanbul. In der Türkei konnte er sich nicht als Stammspieler etablieren und erzielte fünf Tore in 18 Spielen. In der Folge wurde sein Vertrag nach einem Jahr wieder aufgelöst.
Im Sommer 2002 wollte der 1. FSV Mainz 05 Stavrum verpflichten, nahm aber kurz vor Vertragsunterzeichnung das Angebot zurück. Nach Aussage des Vereins sei Stavrum nicht in Form gewesen. Daher war er zunächst vereinslos, ehe er im Winter zu Molde FK zurückkehrte. Zurück in der Heimat hinderten ihn viele kleine Verletzungen, wieder zu alter Form zu gelangen. Nachdem er in eineinhalb Spielzeiten lediglich ein Tor erzielt hatte, beendete er im Sommer 2004 seine Karriere.

## Trainerkarriere
2005 begann Stavrum seine Trainerkarriere beim damaligen norwegischen Drittligisten Bærum SK. Nachdem er den Außenseiter auf den vierten Tabellenrang geführt hatte, wurde er von seinem alten Verein Molde FK verpflichtet. Bei Molde agierte er glücklos und stieg am Ende der Saison aus der Tippe- in die Adeccoligaen ab. Nach dem Abstieg wurde er entlassen und arbeitete in der Folge als Fernsehexperte für TV 2.
Im Dezember 2007 verpflichtete der norwegische Meister von 1966, Skeid Fotball, Stavrum als Nachfolger von Trainer Anders Jacobsen, mit dem der Osloer Klub in die drittklassige 2. divisjon abgestiegen war. Nach 22 Siegen in 26 Saisonspielen stieg er mit der Mannschaft am Ende der Spielzeit 2008 wieder in die Adeccoligaen auf.

## Nationalmannschaft
Aufgrund vieler Verletzungen und einer starken Sturmreihe der Norweger in den 1990er-Jahren kam Stavrum zu lediglich zwei Länderspielen für Norwegen; dabei erzielte er kein Tor. Sein Debüt gab er 1995 gegen Israel.

## Erfolge
- Norwegischer Pokalsieger: 1994
- Schwedischer Meister: 1999
- Schwedischer Pokalsieger: 1998